# كونتيناسا

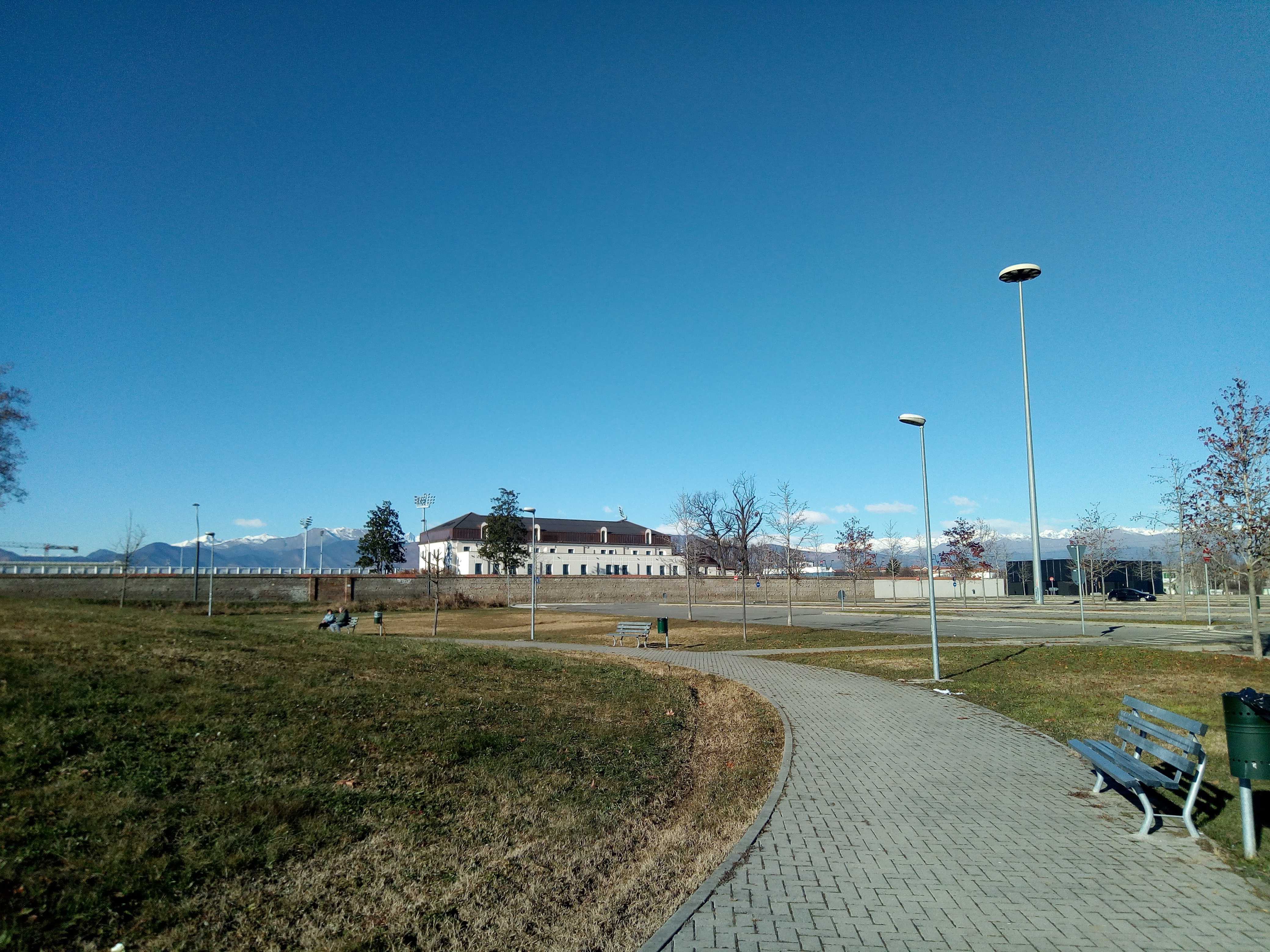

كونتيناسا حي يقع في الشمال الغربي من مدينة تورينو. تضم المنطقة كاشينا كونتيناسا (المبنى الرئيسي الذي يحمل نفس الاسم) والأراضي التابعة لها. مع مساحة إجمالية قدرها 260 ألف متر مربع تقع بين الطريق دروينتو، كورسو غايتانو سكيريا، كورسو وفيا ترافيس فيرارا، هو جزء من الدائرة الخامسة في المدينة جنبا إلى جنب مع أحياء فاليت، لانزو ريغولا بورجاتا، بورجاتا فيتوريا، مادونا دي كامبانا، بورجاتا تيسو، بورجاتا سيروندا، باركو دورا، سبينا ريال ولوسينتو.
في يونيو 2010 استأجر نادي يوفنتوس قطعة الأرض هذه من بلدية مدينة تورينو لمدة 99 عاما والتي سيتم بناؤها حيث ستحتوي على مقر النادي الجديد، مركز التدريب، منتجع صحي وفندق.

## الخلفية التاريخية

### أصول وممتلكات البلدية
كان سابقا مزرعة نموذجية في سهل أخضر بينما يعود تاريخ بناء المبنى الرئيسي للمنطقة والمعروف باسم كاشينا كونتيناسا إلى أواخر القرن السادس عشر وبداية القرن الثامن عشر ولكن في أول عام 1706 كما يظهر على خرائط حصار تورينو. بنى مبنى عام كبير وكنيسة صغيرة بالقرب من السور الذي بني في 1747 كما توجد أيضا ساحة كبيرة تواجه شرفة المبنى الرئيسي. في نهاية القرن الثامن عشر أصبحت المنطقة ملك الأخوين ماجيا كونتينا وبالتالي أصبحت واحدة من أكبر المناطق في المدينة حيث كانوا يعملون 150 إلى 200 عامل سنويا. تتألف المنطقة من عدة مباني حيث كانت هناك مناطق مخصصة للاستخدام السكني مع العديد من وسائل الراحة والشقق، وأماكن مخصصة للاستخدام في تجهيز المنتجات الزراعية (الغزل والمخازن والاسطبلات والحظائر والإسطبلات، الخ.) وكان يتم إيواء الفلاحين الذين تم تعيينهم للعمل في هذه الشقق. كان هناك أيضا أفاريز من الجص وتماثيل وحديقة مغلقة كبيرة. من عام 1911 أصبحت المنطقة ملكا لمدينة تورينو التي كيفتها لفترة معينة كمنطقة حجر صحي. خلال الحرب العالمية الثانية كان يستخدم كسجن من قبل الفاشيين وفي الستينات كان يستخدم لإيواء سكان مدينة بليش التي وقع فيها زلزال ثم بدأت فترة من الرحيل عن المنطقة حتى الثمانينات.

## الخصخصة والتطوير
في 11 يونيو 2010 استطاع يوفنتوس استغلال منطقة كونتيناسا التي تبلغ مساحتها 260 ألف متر مربع من قبل بلدية مدينة تورينو لمدة 99 سنة مقابل 11.7 مليون يورو بهدف تطوير المنطقة في غضون عشر سنوات مع سلسلة من المشاريع واستثمارات لا يقل عن 60 مليون يورو.
في 4 نوفمبر 2012 عرض المشروع الرسمي النهائي على بلدية مدينة تورينو ونادي يوفنتوس الذي نتج عنه بأن يكون 180 ألف متر مربع لصالح النادي و80 ألف متر مربع ملكية عامة. المشروع سيمول بالكامل من قبل يوفنتوس مقابل 4.1 مليون يورو حسب ما يلي:
- بناء مركز تدريب يوفنتوس: وهو مركز التدريب للفريق الأول للنادي.
- مقر جديد للنادي والذي سيقام في كاشينا كونتيناسا بعد تجديده.
- سينما متعددة القاعات.
- مركز العناية الصحية.
- فندق من فئة أربع نجوم.
- فندق للفريق الأول للنادي.
- مساكن مختلفة.
- تطوير نظم النقل العام في المنطقة.

تمت الموافقة على المشروع بأكمله من قبل مجلس تورينو في 22 ديسمبر 2012 وسيتم الانتهاء بين عامي 2015 و 2016.